# Feudatari di Casteggio

## Signori di Casteggio
- 1441-1450 (?): Cesare Martinengo, condottiero bresciano.
- 1450-1472 Angelo Simonetta, segretario ducale, signore di Belgioioso e Lacchiarella, investito ufficialmente nel 1466.

## Conti di Casteggio
- 1472-1483: Carlo Sforza (*1472-†1483), Conte di Magenta, figlio illegittimo di Galeazzo Maria Sforza e genero del precedente tramite Bianca Simonetta, signora di Galliate. Alla morte di Carlo, Bianca Simonetta sposò Alfonso I Del Carretto, marchese di Finale, ma morì poco dopo (1487) lasciando Alfonso tutore della propria figlia Angela.
- 1483-1492: Ippolita Sforza (*Milano, 1481 – †Milano, 1520), contessa di Casteggio, figlia di Bianca Simonetta e moglie di Alessandro Bentivoglio.
- 1492-1531: Alessandro Bentivoglio dei Signori di Bologna, conte di Campagna, come bene dotale della moglie Ippolita Sforza.
- 1531-1535: Giovanni II Del Carretto, marchese sovrano di Finale, come bene dotale della moglie Ginevra Bentivoglio, figlia di Alessandro.
- 1535-1583: Alfonso II Del Carretto, marchese sovrano di Finale, figlio del precedente (inizialmente sotto la tutela della madre Ginevra)
- 1583-1596: Alessandro Del Carretto, abate di Bonnecombe, poi marchese di Finale, fratello del precedente.
- 1596-1602: Sforz'Andrea Del Carretto, marchese di Finale e Principe del Sacro Romano Impero, fratello del precedente.
- 1602-1622: Muzio II Sforza-Visconti, marchese di Caravaggio, cognato del precedente tramite la sorella Faustina Sforza-Visconti, chiamato erede della Contea di Casteggio per testamento (egli era anche discendente di Alessandro Bentivoglio tramite la figlia Violante, sorella di Ginevra Bentivoglio).
- 1622-1630: Giovanni Paolo II Sforza-Visconti, marchese di Caravaggio, figlio del precedente.
- 1630-1638: Muzio III Sforza-Visconti, Marchese de Caravaggio, figlio del precedente.
- 1638-1680: Francesco Maria I Sforza-Visconti, marchese di Caravaggio, zio del precedente e già Cavaliere di Malta.
- 1680-1697: Francesco Maria II Sforza-Visconti, marchese di Caravaggio, figlio del precedente.
- 1697-1717: Bianca Maria Sforza-Visconti, marchesa di Caravaggio, figlia del precedente, dal 1712 sotto la tutela della nonna Bianca Maria Imperiali.
- 1717-1783: Bianca Maria II von Sinzendorf Sforza-Visconti, marchesa di Caravaggio, figlia della precedente e del conte Giovanni Guglielmo von Sinzendorf-Neuburg, dapprima sotto la tutela della nonna Eleonora Salviati. Sotto il suo governo di fatto ebbero il titolo di Conti di Casteggio anche.
- 1783-1797: Bianca Maria III Doria, duchessa di Tursi, figlia del precedente.
- 1736-1768: Filippo Domenico Doria, dei Principi di Melfi, marito della precedente.
- 1768-1771: Francesco Maria III Doria, per matrimonio Duca di Tursi, figlio dei precedenti.

Dopo l'abolizione del feudalesimo la Duchessa di Tursi visse fino al 1829 (la madre Maria Giovanna le sopravvisse fino al 1832). 
I suoi titoli passarono al figlio, principe Aspreno Colonna di Roma (1829-1847); suo figlio Giovanni Andrea nel 1859 depone i titoli su Caravaggio ecc. e quindi implicitamente anche su Casteggio.
Teoricamente il titolo di Conti di Casteggio spetterebbe oggi agli eredi dei marchesi Chigi-Zondadari di Siena.